# Temporada 1981-82 de los Kansas City Kings
La temporada 1981-82 fue la trigésimo cuarta de los Kings en la NBA, y la décima en Kansas City. La temporada regular acabó con 30 victorias y 52 derrotas, ocupando el noveno puesto de la Conferencia Oeste, no logrando clasificarse para los playoffs.

## Elecciones en elDraft
| Ronda | Puesto | Jugador       | Posición  | Nacionalidad   | Universidad   |
| ----- | ------ | ------------- | --------- | -------------- | ------------- |
| 1     | 7      | Steve Johnson | Ala-Pívot | Estados Unidos | Oregon State  |
| 1     | 17     | Kevin Loder   | SF/SG     | Estados Unidos | Alabama State |
| 2     | 29     | Eddie Johnson | SF        | Estados Unidos | Illinois      |
| 4     | 78     | Kenny Dennard | F         | Estados Unidos | Duke          |

## Temporada regular
| División Medio Oeste | División Medio Oeste | División Medio Oeste | División Medio Oeste | División Medio Oeste | División Medio Oeste | División Medio Oeste | División Medio Oeste | División Medio Oeste |
| Equipo               | G                    | P                    | %                    | PD                   | Casa                 | Fuera                | Div                  |                      |
| -------------------- | -------------------- | -------------------- | -------------------- | -------------------- | -------------------- | -------------------- | -------------------- | -------------------- |
| y-San Antonio Spurs  | 48                   | 34                   | .585                 | –                    | 29–12                | 19–22                | 20–10                |                      |
| x-Denver Nuggets     | 46                   | 36                   | .561                 | 2.0                  | 29–12                | 17–24                | 19–11                |                      |
| x-Houston Rockets    | 46                   | 36                   | .561                 | 2.0                  | 25–16                | 21–20                | 17–13                |                      |
| Kansas City Kings    | 30                   | 52                   | .366                 | 18.0                 | 23–18                | 7–34                 | 11–19                |                      |
| Dallas Mavericks     | 28                   | 54                   | .341                 | 20.0                 | 16–25                | 12–29                | 11–19                |                      |
| Utah Jazz            | 25                   | 57                   | .305                 | 23.0                 | 18–23                | 7–34                 | 9–21                 |                      |

## Estadísticas
| Rk | Jugador         | Edad | P  | PT | MP   | TC  | TCI  | %TC  | T3  | T3I | %T3  | TL  | TLI | %TL  | RO  | RD  | RT  | AS  | RB  | TAP | BP  | FP  | PTS  |
| -- | --------------- | ---- | -- | -- | ---- | --- | ---- | ---- | --- | --- | ---- | --- | --- | ---- | --- | --- | --- | --- | --- | --- | --- | --- | ---- |
| 1  | Reggie King     | 24   | 80 | 76 | 32.6 | 4.8 | 9.4  | .509 | 0.0 | 0.0 |      | 2.5 | 3.6 | .705 | 2.0 | 4.5 | 6.5 | 2.2 | 1.1 | 0.4 | 1.9 | 2.8 | 12.1 |
| 2  | Cliff Robinson  | 21   | 38 | 30 | 32.3 | 8.5 | 18.6 | .455 | 0.0 | 0.1 | .000 | 3.3 | 4.7 | .694 | 2.2 | 6.3 | 8.5 | 1.9 | 1.2 | 1.6 | 2.3 | 3.2 | 20.2 |
| 3  | Mike Woodson    | 23   | 76 | 74 | 28.8 | 6.7 | 13.2 | .507 | 0.1 | 0.3 | .292 | 2.6 | 3.3 | .780 | 1.3 | 1.8 | 3.1 | 2.7 | 1.8 | 0.4 | 1.9 | 2.6 | 16.1 |
| 4  | Phil Ford       | 25   | 72 | 65 | 27.1 | 4.0 | 9.0  | .439 | 0.1 | 0.4 | .219 | 1.9 | 2.3 | .819 | 0.3 | 1.1 | 1.5 | 6.3 | 0.9 | 0.0 | 2.7 | 2.2 | 9.9  |
| 5  | Reggie Johnson  | 24   | 31 | 9  | 25.3 | 5.3 | 9.5  | .556 | 0.0 | 0.0 | .000 | 1.6 | 2.3 | .708 | 1.7 | 4.4 | 6.1 | 1.0 | 0.6 | 0.9 | 1.6 | 3.8 | 12.2 |
| 6  | Larry Drew      | 23   | 81 | 19 | 24.4 | 4.4 | 9.3  | .473 | 0.1 | 0.3 | .296 | 1.9 | 2.3 | .794 | 0.4 | 1.5 | 1.8 | 5.2 | 1.4 | 0.0 | 2.1 | 1.9 | 10.8 |
| 7  | Ernie Grunfeld  | 26   | 81 | 11 | 23.4 | 5.2 | 10.1 | .511 | 0.0 | 0.2 | .143 | 2.3 | 2.8 | .821 | 0.7 | 1.6 | 2.2 | 3.4 | 0.9 | 0.5 | 1.8 | 2.4 | 12.7 |
| 8  | Steve Johnson   | 24   | 78 | 50 | 22.3 | 5.1 | 8.3  | .613 | 0.0 | 0.0 | .613 | 2.7 | 4.2 | .642 | 1.9 | 3.9 | 5.9 | 1.2 | 0.5 | 1.1 | 2.5 | 4.8 | 12.8 |
| 9  | Joe Meriweather | 28   | 18 | 10 | 21.1 | 2.6 | 5.1  | .516 | 0.0 | 0.0 |      | 1.7 | 2.2 | .775 | 1.4 | 3.5 | 4.9 | 0.9 | 0.7 | 1.2 | 1.4 | 3.8 | 6.9  |
| 10 | Eddie Johnson   | 22   | 74 | 27 | 20.5 | 4.0 | 8.7  | .459 | 0.0 | 0.1 | .091 | 1.3 | 2.0 | .664 | 1.7 | 2.6 | 4.4 | 1.5 | 0.7 | 0.2 | 1.3 | 2.8 | 9.3  |
| 11 | Kenny Dennard   | 23   | 30 | 3  | 20.2 | 2.1 | 4.0  | .512 | 0.0 | 0.0 |      | 0.9 | 1.3 | .650 | 1.6 | 2.9 | 4.4 | 1.4 | 1.2 | 0.3 | 1.2 | 2.7 | 5.0  |
| 12 | Leon Douglas    | 27   | 63 | 17 | 17.3 | 1.1 | 2.2  | .500 | 0.0 | 0.0 |      | 0.5 | 1.3 | .400 | 1.8 | 2.8 | 4.6 | 0.6 | 0.2 | 0.6 | 0.9 | 3.3 | 2.7  |
| 13 | Kevin Loder     | 22   | 71 | 13 | 16.0 | 2.9 | 6.3  | .464 | 0.0 | 0.2 | .000 | 1.1 | 1.5 | .720 | 1.0 | 1.8 | 2.7 | 1.2 | 0.5 | 0.4 | 1.0 | 2.1 | 6.9  |
| 14 | John Lambert    | 29   | 42 | 1  | 11.7 | 1.4 | 3.3  | .432 | 0.0 | 0.1 | .167 | 0.5 | 0.7 | .750 | 0.9 | 2.2 | 3.0 | 0.6 | 0.3 | 0.2 | 0.9 | 1.9 | 3.4  |
| 15 | Hawkeye Whitney | 24   | 23 | 4  | 11.6 | 1.1 | 3.1  | .352 | 0.0 | 0.0 | .000 | 0.2 | 0.3 | .571 | 0.6 | 1.2 | 1.7 | 0.8 | 0.5 | 0.0 | 0.6 | 1.3 | 2.3  |
| 16 | Sam Lacey       | 33   | 2  | 1  | 10.0 | 1.5 | 2.5  | .600 | 0.0 | 0.0 |      | 0.0 | 1.0 | .000 | 0.0 | 2.0 | 2.0 | 2.0 | 1.0 | 0.5 | 1.0 | 1.0 | 3.0  |